# Pěnice malá
Pěnice malá (Sylvia nana) je malý druh pěvce z čeledi pěnicovitých (Sylviidae).

## Rozšíření
Hnízdí v suchých oblastech střední a západní Asie a nejvýchodnějších částech Evropy. Zimuje v jihozápadní Asii. Občas se zatoulá i do střední a západní Evropy. V listopadu 2013 byla poprvé pozorována také v České republice na Tovačovských rybnících. 

## Popis
Jedná se o druhou nejmenší pěnici na světě (po pěnici pouštní). Měří pouze 11,5 až 12,5 centimetrů. Je podobná naší pěnici pokřovní, ale na rozdíl od ní je světle hnědá a má rezavý ocas s bílými krajními rýdovacími pery. 

## Chování
Jsou to hmyzožravci. Hnízda si staví na malých keřích. Kladou 4 až 6 vajec.